# أندرو سميث (قاضي)
أندرو سميث (بالإنجليزية: Andrew Charles Smith)‏ هو قاضي بريطاني، ولد في 31 ديسمبر 1947.